# 两路口街道
两路口街道，是中华人民共和国重庆市渝中區下辖的一个乡镇级行政单位。

## 行政区划
两路口街道下辖以下地区：
中山二路社区、枇杷山正街社区、重庆村社区、桂花园新村社区、铁路坡社区、国际村社区和王家坡社区。

## 交通
- 两路口站